# Doudelainville
Doudelainville est une commune française située dans le département de la Somme, en région Hauts-de-France.
Depuis le 13 février 2020, la commune fait partie du parc naturel régional Baie de Somme - Picardie maritime.

## Géographie

### Localisation
Doudelainville est un village picard du Vimeu.
À vol d'oiseau, la localité est située à 5 km au nord de Oisemont, 12 km au sud-ouest d'Abbeville et à 39 km au nord-ouest d'Amiens.
Le territoire de la commune est limitrophe de ceux de cinq communes.
Les communes limitrophes sont  Fresnes-Tilloloy, Huppy, Limeux, Saint-Maxent et Vaux-Marquenneville.

### Hydrographie
La commune est située dans le bassin Artois-Picardie. Elle n'est drainée par aucun cours d'eau.

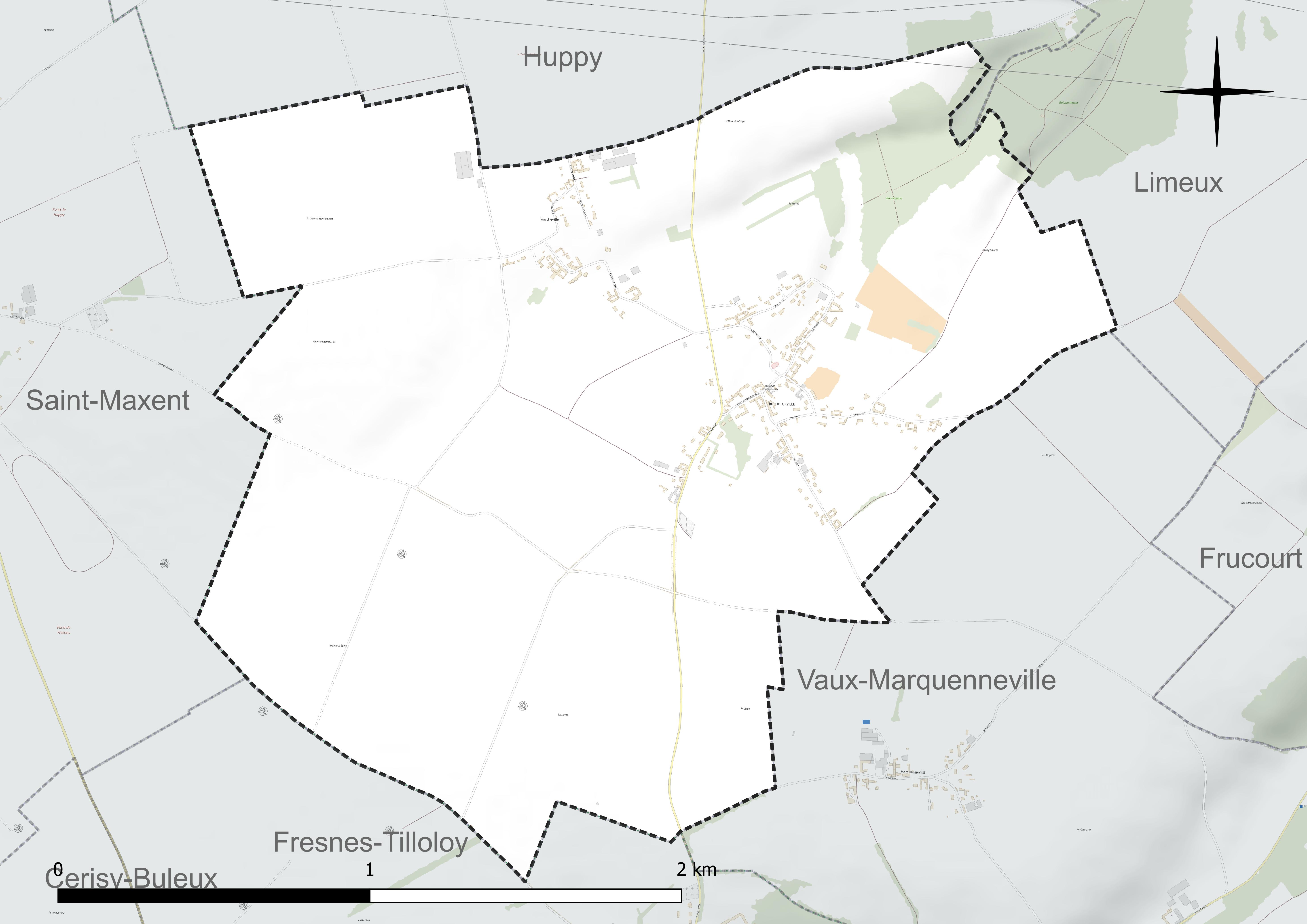
Réseau hydrographique de Doudelainville.

### Climat
Pour des articles plus généraux, voir Climat des Hauts-de-France et Climat de la Somme.
En 2010, le climat de la commune est de type climat océanique altéré, selon une étude du CNRS s'appuyant sur une série de données couvrant la période 1971-2000. En 2020, Météo-France publie une typologie des climats de la France métropolitaine dans laquelle la commune est exposée à un climat océanique et est dans la région climatique Côtes de la Manche orientale, caractérisée par un faible ensoleillement (1 550 h/an) ; forte humidité de l'air (plus de 20 h/jour avec humidité relative > 80 % en hiver), vents forts fréquents.
Pour la période 1971-2000, la température annuelle moyenne est de 10,1 °C, avec une amplitude thermique annuelle de 13,6 °C. Le cumul annuel moyen de précipitations est de 841 mm, avec 12,2 jours de précipitations en janvier et 8,4 jours en juillet. Pour la période 1991-2020, la température moyenne annuelle observée sur la station météorologique la plus proche, située sur la commune d'Oisemont à 5 km à vol d'oiseau, est de 11,1 °C et le cumul annuel moyen de précipitations est de 801,4 mm,. Pour l'avenir, les paramètres climatiques de la commune estimés pour 2050 selon différents scénarios d'émission de gaz à effet de serre sont consultables sur un site dédié publié par Météo-France en novembre 2022.
| Mois                                  | jan.             | fév.            | mars          | avril         | mai             | juin           | jui.          | août           | sep.          | oct.            | nov.            | déc.             | année      |
| ------------------------------------- | ---------------- | --------------- | ------------- | ------------- | --------------- | -------------- | ------------- | -------------- | ------------- | --------------- | --------------- | ---------------- | ---------- |
| Température minimale moyenne (°C)     | 1,9              | 1,9             | 3,7           | 5,2           | 8,3             | 11,3           | 13,4          | 13,5           | 11            | 8,4             | 5,1             | 2,6              | 7,2        |
| Température moyenne (°C)              | 4,4              | 4,8             | 7,4           | 10            | 13,2            | 16,1           | 18,3          | 18,4           | 15,5          | 12              | 7,8             | 5                | 11,1       |
| Température maximale moyenne (°C)     | 6,9              | 7,7             | 11,2          | 14,8          | 18              | 21             | 23,2          | 23,3           | 20,1          | 15,5            | 10,5            | 7,3              | 15         |
| Record de froid (°C) date du record   | −12,7 01.01.1997 | −13 07.02.1991  | −8,8 04.03.05 | −4 08.04.03   | −0,9 05.05.1996 | 2,2 02.06.1991 | 6 07.07.1996  | 5,9 25.08.1993 | 2,6 30.09.18  | −4,9 29.10.1997 | −8,4 30.11.1989 | −13,2 29.12.1996 | −13,2 1996 |
| Record de chaleur (°C) date du record | 15,6 01.01.22    | 18,7 15.02.1998 | 24,8 31.03.21 | 27,6 19.04.18 | 31,7 27.05.05   | 36,4 18.06.22  | 41,4 25.07.19 | 38 10.08.03    | 34,2 10.09.23 | 29,1 01.10.11   | 20,9 07.11.15   | 16,1 31.12.22    | 41,4 2019  |
| Précipitations (mm)                   | 67,8             | 59,4            | 58,2          | 49,3          | 63,4            | 57,5           | 60            | 72             | 63,6          | 72,7            | 80,9            | 96,6             | 801,4      |

## Urbanisme

### Typologie
Au 1er janvier 2024, Doudelainville est catégorisée commune rurale à habitat dispersé, selon la nouvelle grille communale de densité à sept niveaux définie par l'Insee en 2022.
Elle est située hors unité urbaine. Par ailleurs la commune fait partie de l'aire d'attraction d'Abbeville, dont elle est une commune de la couronne,. Cette aire, qui regroupe 73 communes, est catégorisée dans les aires de 50 000 à moins de 200 000 habitants,.

### Occupation des sols
L'occupation des sols de la commune, telle qu'elle ressort de la base de données européenne d'occupation biophysique des sols Corine Land Cover (CLC), est marquée par l'importance des territoires agricoles (90,5 % en 2018), une proportion sensiblement équivalente à celle de 1990 (90,9 %). La répartition détaillée en 2018 est la suivante : 
terres arables (74,3 %), prairies (16 %), zones urbanisées (6,4 %), forêts (3,1 %), zones agricoles hétérogènes (0,3 %). L'évolution de l'occupation des sols de la commune et de ses infrastructures peut être observée sur les différentes représentations cartographiques du territoire : la carte de Cassini (XVIIIe siècle), la carte d'état-major (1820-1866) et les cartes ou photos aériennes de l'IGN pour la période actuelle (1950 à aujourd'hui).

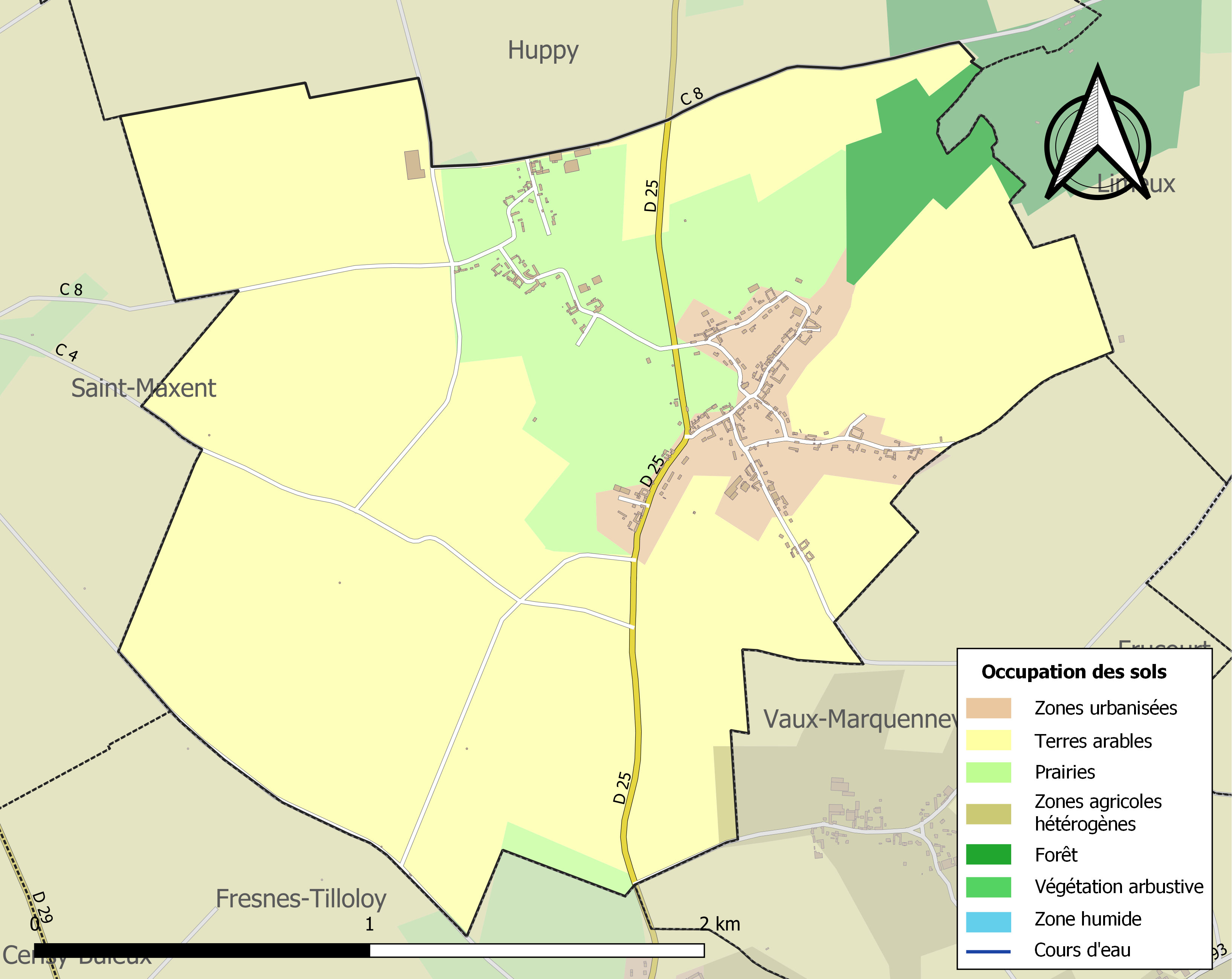
Carte des infrastructures et de l'occupation des sols de la commune en 2018 (CLC).

### Voies de communication et transports
En 2019, la localité est desservie par la ligne d'autocars no 20 (Oisemont - Abbeville)  du réseau Trans'80, Hauts-de-France, les jours du marché d'Abbeville, le mercredi et le samedi.

## Toponymie
Hariulfe mentionne la forme latinisée  Dulciniane vallis villa en 1088 (chronique centuloise) ; Dodelanivilla  est attesté de 1109 à 1147 (cartulaire de Bertaucourt) ; Doudelainville en 1165 (cartulaire de Selincourt, Thierry, évêque d'Amiens).
La mention de 1088 est fantaisiste ou ne désigne pas cette localité, car elle est incompatible avec les formes suivantes et la forme actuelle. Il s'agit d'une formation toponymique médiévale en -ville, appellatif toponymique signifiant « domaine rural », le nom commun est issu du latin villa (rustica) « grand domaine rural ». Le premier élément Doudelain- représente un anthroponyme germanique formé sur le thème DOD suivi du double suffixe il-in- / -el-in ou -ila / -ela (féminin). Les formes anciennes s'opposent cependant à la première interprétation Dodilin > nom de famille Dodelin (Notamment rencontré traditionnellement en Seine-Maritime toute proche).
La terminaison -ain de Doudelain représente une désinence grammaticale : il s'agit plutôt du nom de personne germanique féminin Dodila au cas-régime -(a)n.

## Histoire
En 1311, la seigneurie de Dondelinville comprenait 6 journaux de bois et 103 journaux de terre. Elle disposait également d'un manoir.
Les troupes de Charles le Téméraire brûlent le village en 1472.
En 1584, subsiste une « motte de terre » sur laquelle a été édifié un château démoli par les guerres.
Warcheville, lieudit autrefois rattaché à la paroisse de Saint-Maxent, passe dans la commune de Doudelainville à la Révolution.

## Politique et administration

### Rattachements administratifs et électoraux
Rattachements administratifs
La commune se trouve  dans l'arrondissement d'Abbeville du département de la Somme.
Elle faisait partie depuis 1801 du canton d'Hallencourt. Dans le cadre du redécoupage cantonal de 2014 en France, cette circonscription administrative territoriale a disparu, et le canton n'est plus qu'une circonscription électorale.
Rattachements électoraux
Pour les élections départementales, la commune fait partie depuis 2014 du canton de Gamaches
Pour l'élection des députés, elle fait partie de la troisième circonscription de la Somme.

### Intercommunalité
Doudelainville était membre de la communauté de communes de la Région d'Hallencourt, un établissement public de coopération intercommunale (EPCI) à fiscalité propre créé fin 1995 et auquel la commune avait  transféré un certain nombre de ses compétences, dans les conditions déterminées par le code général des collectivités territoriales.
Dans le cadre des dispositions de la loi portant nouvelle organisation territoriale de la République du 7 août 2015, qui prévoit que les établissements publics de coopération intercommunale (EPCI) à fiscalité propre doivent avoir un minimum de 15 000 habitants, cette intercommunalité a fusionné avec ses voisines pour former, le 1er janvier 2017, la communauté d'agglomération Baie de Somme dont est désormais membre la commune.

### Liste des maires
| Période                                  | Période                      | Identité                 | Étiquette | Qualité                                                                     |
| ---------------------------------------- | ---------------------------- | ------------------------ | --------- | --------------------------------------------------------------------------- |
| Les données manquantes sont à compléter. |                              |                          |           |                                                                             |
| 1819                                     | 1821                         | Carpentier               |           |                                                                             |
| 1821                                     | 1831                         | Benoît Auguste Saunier   |           |                                                                             |
| 1832                                     | 1851                         | François Ducrocq         |           |                                                                             |
| 1851                                     | 1870                         | A. Poiret                |           |                                                                             |
| 1870                                     | 1888                         | Napoléon Boidart         |           |                                                                             |
| 1888                                     | 1925                         | Adolphe Anatole Boyenval |           |                                                                             |
| 1925                                     | 1953                         | Alphonse Crampon         |           |                                                                             |
| 1953                                     | 1959                         | René Lespinasse          |           |                                                                             |
| 1959                                     | mars 2001                    | Serge Boutroy            |           |                                                                             |
| mars 2001                                | En cours (au 8 octobre 2020) | Rémy Boutroy             | LR        | Agriculteur retraité, fils de Serge Boutroy Réélu pour le mandat 2020-2026, |

## Population et société

### Démographie
L'évolution du nombre d'habitants est connue à travers les recensements de la population effectués dans la commune depuis 1793. Pour les communes de moins de 10 000 habitants, une enquête de recensement portant sur toute la population est réalisée tous les cinq ans, les populations de référence des années intermédiaires étant quant à elles estimées par interpolation ou extrapolation. Pour la commune, le premier recensement exhaustif entrant dans le cadre du nouveau dispositif a été réalisé en 2004.

En 2022, la commune comptait 378 habitants, en évolution de +13,51 % par rapport à 2016 (Somme : −1,26 %, France hors Mayotte : +2,11 %).
| 1793 | 1800 | 1806 | 1821 | 1831 | 1836 | 1841 | 1846 | 1851 |
| ---- | ---- | ---- | ---- | ---- | ---- | ---- | ---- | ---- |
| 431  | 353  | 489  | 415  | 545  | 544  | 524  | 532  | 506  |

| 1856 | 1861 | 1866 | 1872 | 1876 | 1881 | 1886 | 1891 | 1896 |
| ---- | ---- | ---- | ---- | ---- | ---- | ---- | ---- | ---- |
| 469  | 469  | 450  | 435  | 443  | 413  | 393  | 385  | 385  |

| 1901 | 1906 | 1911 | 1921 | 1926 | 1931 | 1936 | 1946 | 1954 |
| ---- | ---- | ---- | ---- | ---- | ---- | ---- | ---- | ---- |
| 387  | 395  | 371  | 335  | 314  | 317  | 296  | 291  | 298  |

| 1962 | 1968 | 1975 | 1982 | 1990 | 1999 | 2004 | 2006 | 2009 |
| ---- | ---- | ---- | ---- | ---- | ---- | ---- | ---- | ---- |
| 302  | 287  | 234  | 213  | 188  | 194  | 206  | 215  | 306  |

| 2014 | 2019 | 2022 | - | - | - | - | - | - |
| ---- | ---- | ---- | - | - | - | - | - | - |
| 328  | 351  | 378  | - | - | - | - | - | - |

### Enseignement
En matière d'enseignement primaire, les communes de Doudelainville, Vaux-Marquenneville, Citerne, Huppy et Frucourt sont associées au sein d'un regroupement pédagogique concentré (RPC) dont le siège est à Huppy. L'école locale a fermé en 2003.

## Culture locale et patrimoine

### Lieux et monuments
- Église Notre-Dame-de-l'Assomption.
- Calvaire sur un mur de ferme. Il a plus de 150 ans[28].
- Monument aux morts[29].

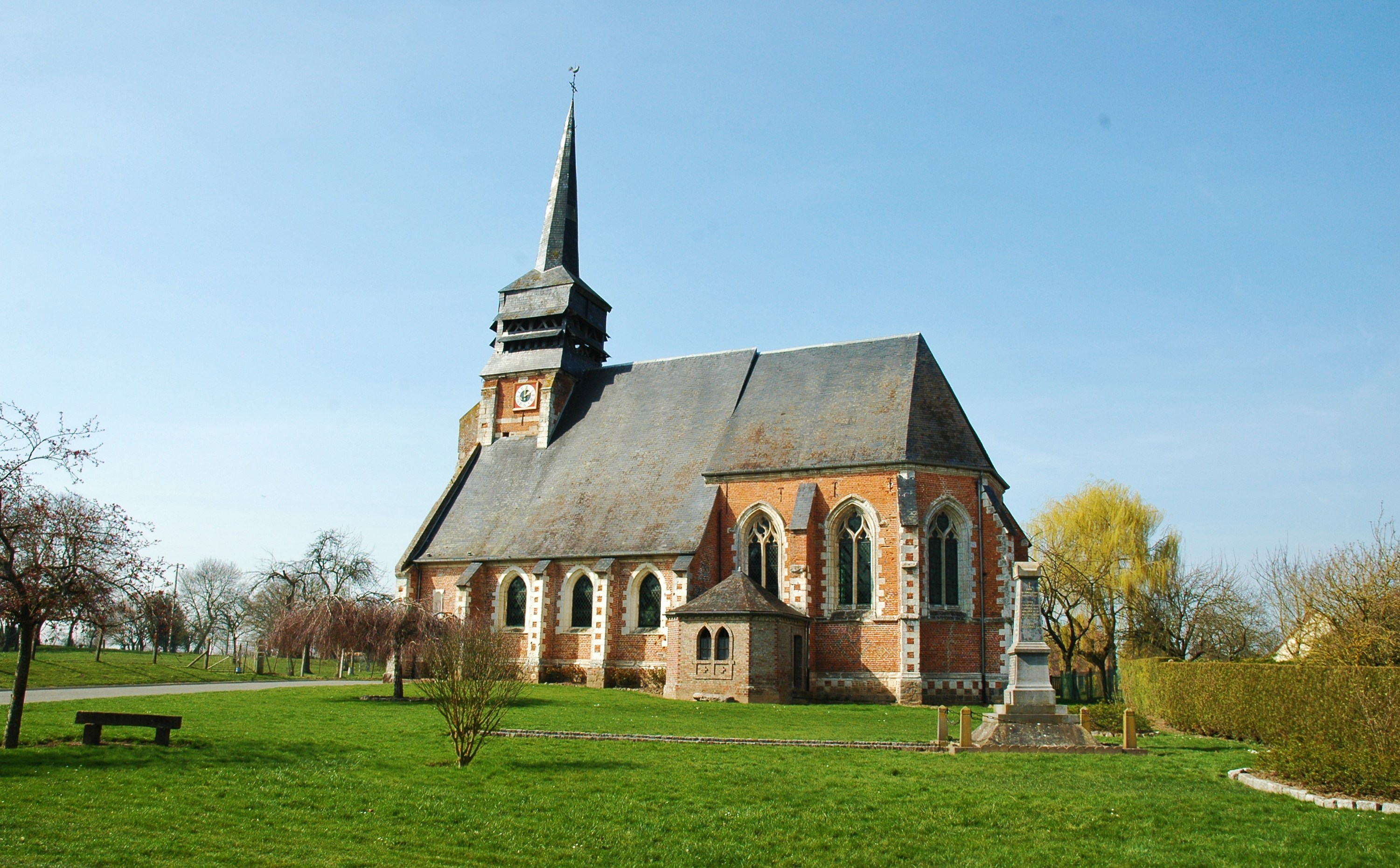
L'église Notre-Dame
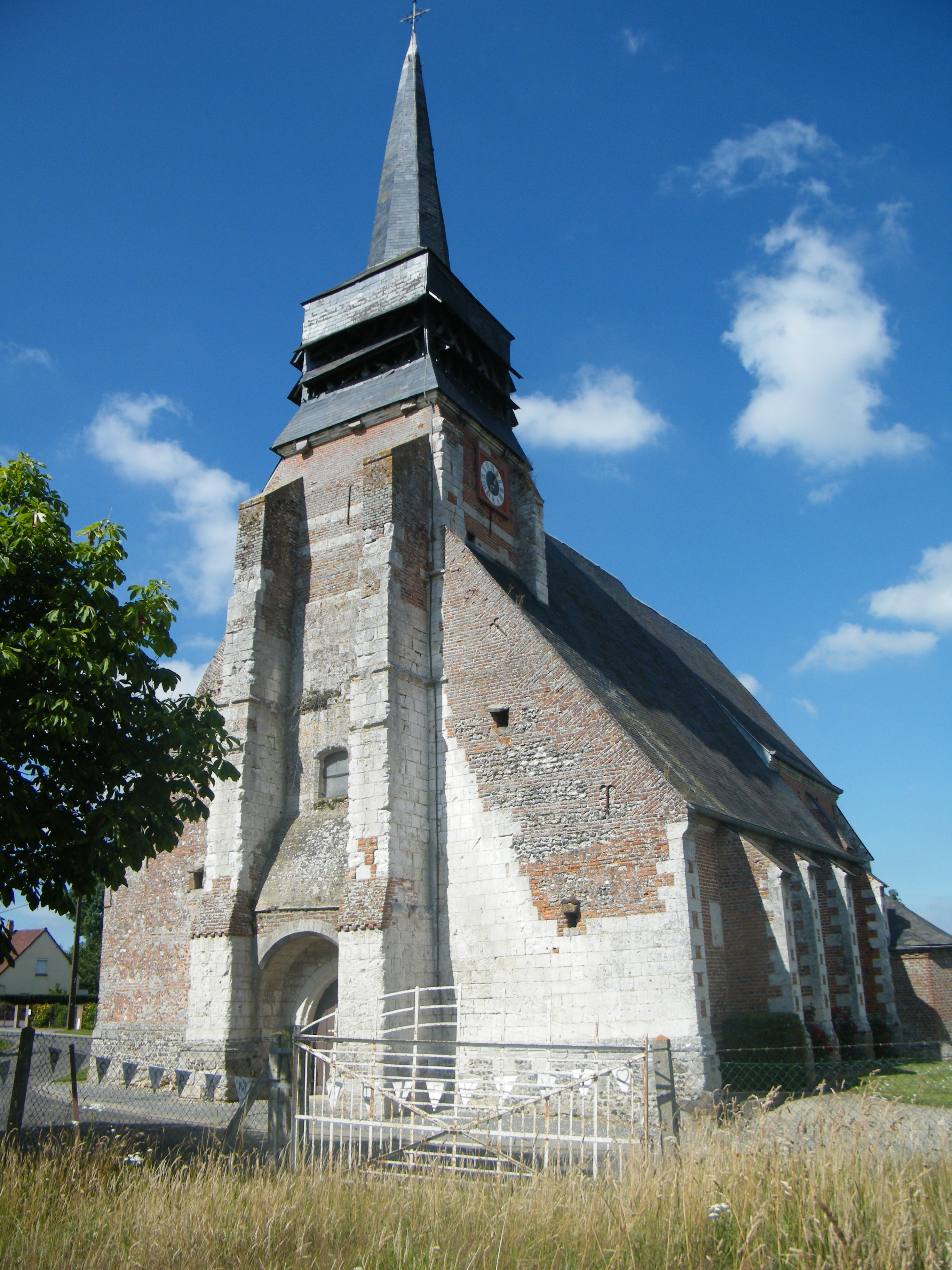
Autre vue de l'église.
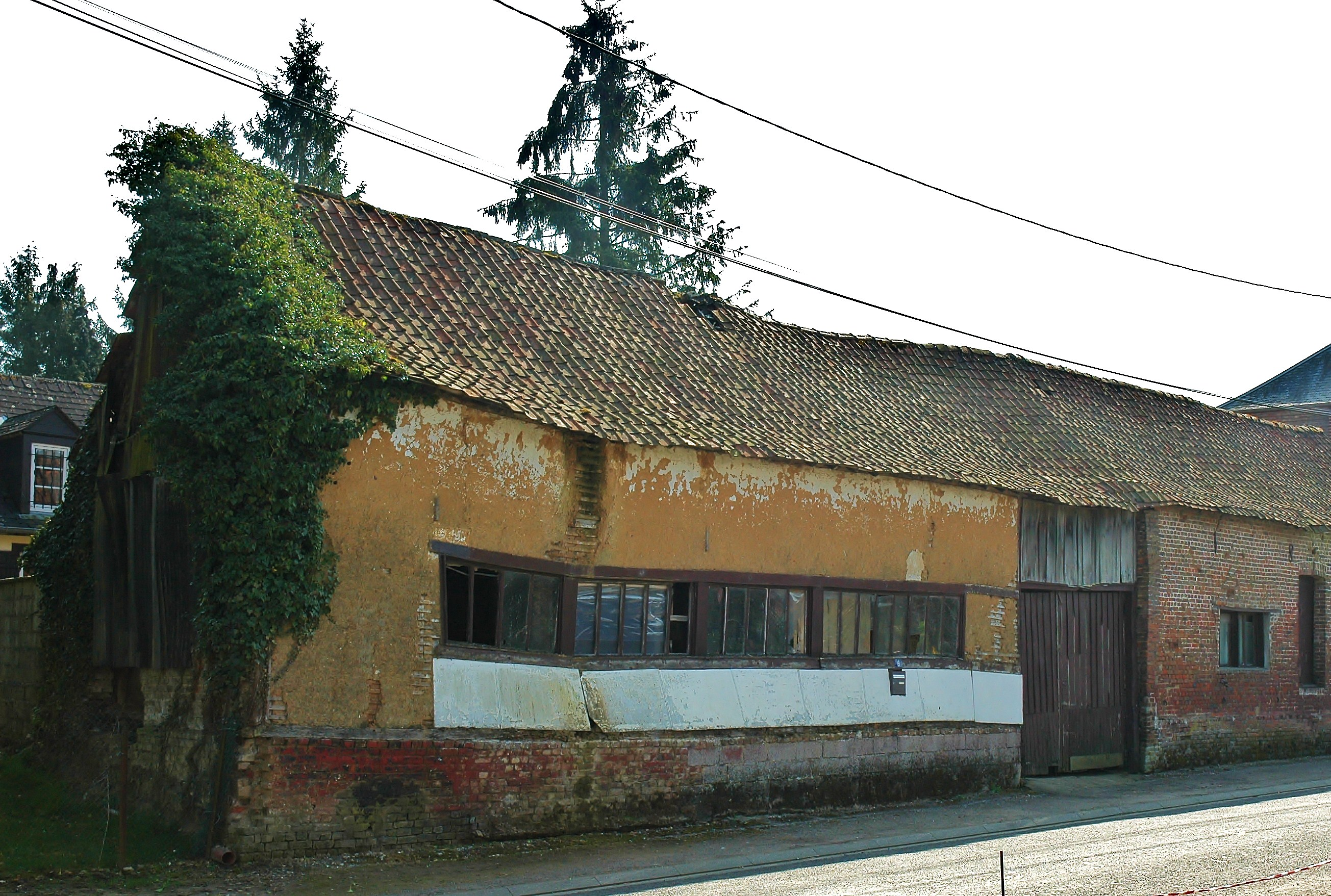
Habitat traditionnel en péril.
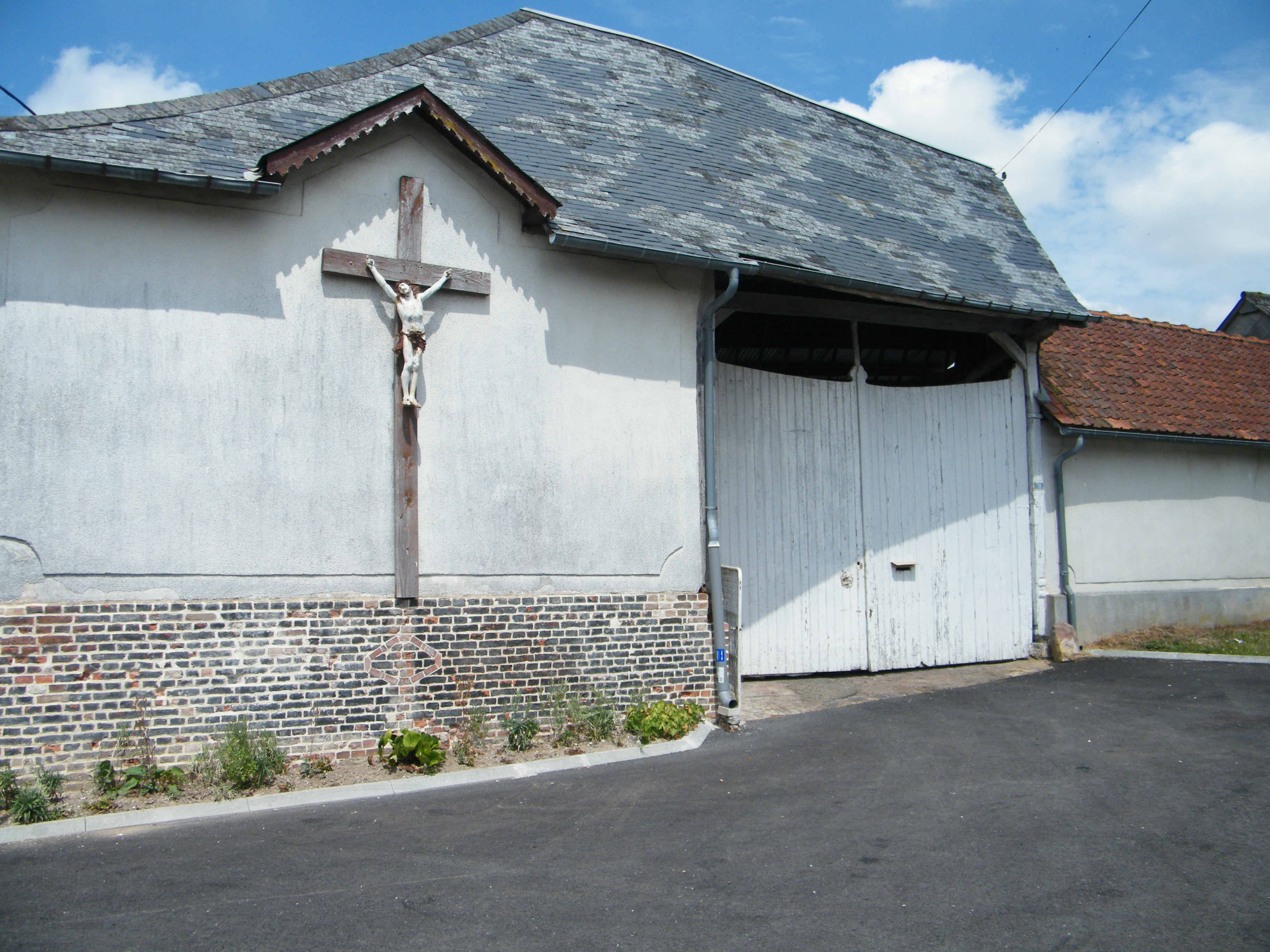
Croix et portail de ferme traditionnel.

### Personnalités liées à la commune
Au XVIIe siècle, Charles-Michel de Monthomer, est seigneur de Daméraucourt, de Frucourt, de Doudelainville, de Warcheville et de Saint-Martin. Son blasonnement est « d'azur à la fasce d'or, accompagnée de dix besants du même, 4 en chef, et 3, 2 et 1 en pointe. » Son épouse est alors Madeleine De Vassé dont le blasonnement est « d'or à trois fasces d'azur. ».